# Hiltonius mimus
Hiltonius mimus är en mångfotingart som beskrevs av Chamberlin 1941. Hiltonius mimus ingår i släktet Hiltonius och familjen Spirobolidae. Inga underarter finns listade i Catalogue of Life.